# Andrea Mattioli (compositore)
Andrea Mattioli (Faenza, 15 ottobre 1611, data del battesimo – Mantova, 2 ottobre 1679) è stato un compositore e presbitero italiano.

## Biografia
Divenne cantore del capitolo metropolitano della cattedrale di Faenza all'età di 16 anni. Ordinato sacerdote, svolse comunque l'attività di musicista. Nel 1642 ottenne l'incarico di mansionario e maestro di cappella del Duomo di Imola. Nel 1650 divenne maestro di cappella presso l'Accademia dello Spirito Santo a Ferrara, governata quasi in toto dal marchese Cornelio Bentivoglio il quale integrò lo stipendio di Mattioli con l'usufrutto di un terreno e le rendite di una parrocchia. Alla fine del 1654 insorsero dissapori di natura economica fra Mattioli e i Bentivoglio, e il musicista fu costretto a lasciare Ferrara. Nel gennaio del 1656 si recò a Mantova, grazie alla raccomandazione del vescovo di Ferrara Carlo Pio di Savoia iuniore, e vi rimase fino alla morte come maestro di cappella dei Gonzaga.

## Composizioni

### Musica sacra
- Compieta a quattro voci (Venezia, 1639)
- Hinni sacri concertati a una, due, tre, cinque, e sei voci, con instromenti e senza, opera seconda (Venezia, 1646)
- Messa da requiem per il funerale solennissimo del marchese Guido Villa (Ferrara, 1649)
- Messa e salmi concertati a tre, quattro, e cinque voci, opera terza (Venezia, 1653)
- Missa Petropolitana in Fa maggiore (1670)
- Salmi a otto voci pieni, e brevi alla moderna, opera quarta, dedicati a Cosimo III de' Medici (Venezia, 1671)
- Harmonia sacra dedota [sic] del concerto di salmi, motetti, inni e antifone a voci sole con violini (Venezia, 1675).

### Drammi per musica
- Il Ciro, dramma per musica, libretto di Giulio Cesare Sorrentino (parte della musica è di Francesco Cavalli)
- La palma d'amore, libretto di Francesco Berni, in occasione delle nozze di Francesco Maria Estense Mosti con Caterina Pio di Savoia (Ferrara, Teatro degli Obizzi, febbraio 1650)
- Il ratto di Cefalo libretto di Francesco Berni (Ferrara, Teatro Sala grande, 26 giugno 1650)
- L'esiglio d'Amore, in collaborazione con Filiberto Laurenzi, libretto di Francesco Berni (Ferrara, Teatro Sala grande, carnevale 1651; replicata in maggio 1651, con l'aggiunta di un nuovo prologo).
- Gli sforzi del desiderio, ricreazione drammatica musicale, libretto di Francesco Berni (Ferrara, Palazzo Miroglio, 1652)
- L'Antiopa, libretto di Francesco Berni (Ferrara, Teatro Sala grande, 23 e 24 febbraio 1655)
- Didone, dramma per musica su libretto di Paolo Moscardini (Bologna, primavera 1656)
- L'Artabano, dramma per musica su libretto del marchese Annibale Lanzoni (Mantova, Teatro di Castello 1662)
- La Filli di Tracia, libretto di Ercole Pinamonte Bonacossi (Ferrara, Teatro Bonacossi di S. Stefano, carnevale 1664)
- Il Perseo, libretto di Aurelio Aureli (Venezia, Teatro Santi Giovanni e Paolo, 1665)
- Oritia, libretto di Almerico Passarelli (Ferrara, Teatro Sala grande, 24 novembre 1655, alla presenza di Cristina di Svezia)